# ادی هاچینسون
ادی هاچینسون (انگلیسی: Eddie Hutchinson؛ زادهٔ ۲۳ فوریهٔ ۱۹۸۲) بازیکن فوتبال اهل بریتانیا است.
از باشگاه‌هایی که در آن بازی کرده‌است می‌توان به باشگاه فوتبال ساتون یونایتد، باشگاه فوتبال میدنهد یونایتد، باشگاه فوتبال برنتفورد، باشگاه فوتبال آکسفورد یونایتد، باشگاه فوتبال کراولی تاون، باشگاه فوتبال هاوانت و واترلوویل، باشگاه فوتبال ایست‌بورن بورو، و باشگاه فوتبال همپتون و ریچموند بورو اشاره کرد.